# جايسون جوردن
جايسون جوردن (30 مايو 1978 بريتشموند في كندا - ) هو لاعب كرة قدم كندي في مركز الهجوم. شارك مع منتخب كندا تحت 20 سنة لكرة القدم. أما مع النوادي، فقد لعب مع فانكوفر وايتكابس (نادي كرة قدم).

## وصلات خارجية
- جايسون جوردن على موقع قاعدة بيانات كرة القدم.إي يو (الإنجليزية)